# Uribarri (Alava)
Pour les articles homonymes, voir Uribarri.
Uribarri est une elizate de la municipalité d'Aramaio dans la province d'Alava dans la Communauté autonome basque.